# Любомир Цеков
 Тази статия е за футболиста.  За бореца вижте Любомир Цеков (борец).  
Любомир Цеков е български футболист, роден на 17 януари 1990 г. в Пловдив. Играч на ФК Созопол.

## Кариера
Цеков започва да тренира футбол в школата на Локомотив (Пловдив). Дебютира за първия отбор на 29 април 2008 г., когато заменя в края Герасим Заков, при победа с 1:0 над Беласица (Петрич).
През лятото на 2009 г. е преотстъпен в Брестник. Впоследствие играе един сезон в Бдин (Видин) и 6 месеца в Свиленград 1921, преди да се завърне в родния си клуб през януари 2012 г. Следва нов престой в Свиленград, преминава в Созопол. От лятото на 2015 година е футболист на „Марица“ (Пловдив).